# 西浦駅 (平壌市)
西浦駅（ソポえき）は、朝鮮民主主義人民共和国平壌市兄弟山区域西浦洞にある朝鮮民主主義人民共和国鉄道省の駅である。

## 概要
1908年4月1日、京義線の営業運転開始とともに開業。
駅周辺に国際貨物ターミナルがある事から中華人民共和国より平壌市内に入ってくる全ての国際貨物を取り扱っている。

### 乗り入れ路線
平義線、平羅線、龍城線の計3路線が乗り入れているが、平義線と平羅線は平壌-間里間は同じ線路を併用している。

## 隣の駅
朝鮮民主主義人民共和国鉄道省
平義線・平羅線
西平壌駅 - 西浦駅 - 間里駅
龍城線
西浦駅 - 龍城駅